# Flabellinoidea
Flabellinoidea zijn een superfamilie van weekdieren uit de klasse van de Gastropoda (slakken).

## Families
- Apataidae Korshunova, Martynov, Bakken, Evertsen, Fletcher, Mudianta, Saito, Lundin, Schrödl & Picton, 2017
- Coryphellidae Bergh, 1889
- Cumanotidae Odhner, 1907
- Flabellinidae Bergh, 1889
- Flabellinopsidae Korshunova, Martynov, Bakken, Evertsen, Fletcher, Mudianta, Saito, Lundin, Schrödl & Picton, 2017
- Notaeolidiidae Eliot, 1910
- Paracoryphellidae M. C. Miller, 1971
- Samlidae Korshunova, Martynov, Bakken, Evertsen, Fletcher, Mudianta, Saito, Lundin, Schrödl & Picton, 2017